# 945
Раннє Середньовіччя  •  Епоха вікінгів  •  Золота доба ісламу  •  Реконкіста

## Геополітична ситуація
У Візантії правили Роман I Лакапін та, формально, Костянтин VII Багрянородний. Італійським королем був Гуго Арльський,
Західним Франкським королівством править Людовик IV Заморський, Східним Франкським королівством — Оттон I.
Північ Італії належить Італійському королівству, середню частину займає Папська область, герцогства на південь від Римської області незалежні, деякі області на півночі та на півдні належать Візантії, інші окупували сарацини. Південь Піренейського півострова займає Кордовський халіфат, у якому править Абд Ар-Рахман III. Північну частину півострова займають королівство Астурія і королівство Галісія та королівство Леон під правлінням Раміро II.
Королівство Англія очолює Едмунд I.
Існують слов'янські держави: Перше Болгарське царство, де править цар Петро I, Богемія, Моравія, Хорватія, королем якої є Мирослав, Київська Русь, де почалося правління княгині Ольги. Паннонію окупували мадяри, у яких ще не було єдиного правителя.
Аббасидський халіфат очолює аль-Муттакі, в Іфрикії владу утримують Фатіміди, в Середній Азії — Саманіди. У Китаї триває період п'яти династій і десяти держав. Значними державами Індії є Пала, держава Раштракутів, Пратіхара, Чола. В Японії триває період Хей'ан. На північ від Каспійського та Азовського морів існує Хозарський каганат.

## Події
- Укладено новий договір Київської Русі з Візантією.
- Повстання древлян і вбивство князя Ігора.
- Після смерті Ігора київський престол успадкував князь Святослав при регентстві княгині Ольги.
- Буїди захопили Багдад.
- Хариджит Абу Язід змушений відступити від стін столиці Іфрикії Махдії.
- У Візантії почалося самостійне правління Костянтина VII Багрянородного.
- Південна Тан підкорила собі державу Мінь.
- Англійський король Едмунд I завоював Стратклайд, потім уклав союз із королем Шотландії Малкольмом I і поступився Камбрією йому.
- Беренгар II вторгся в Італійське королівство, захопив Верону, а згодом Мілан.

## Померли
- Ігор Рюрикович — Великий князь київський. Загинув при зборі данини з древлян очолюваними князем Малом.